# Veauville-lès-Baons
Veauville-lès-Baons ist eine Commune déléguée in der französischen Gemeinde Les Hauts-de-Caux mit 682 Einwohnern (Stand: 1. Januar 2022) im Département Seine-Maritime in der Region Normandie. Die Einwohner werden Veauvillais genannt.
Die Gemeinde Veauville-lès-Baons wurde am 1. Januar 2019 mit Autretot zur Commune nouvelle Les Hauts-de-Caux zusammengeschlossen. Sie hat seither den Status einer Commune déléguée. Die Gemeinde Veauville-lès-Baons gehörte zum Arrondissement Rouen und zum Kanton Yvetot. Sie war Mitglied des Gemeindeverbandes Région d’Yvetot.

## Geografie
Veauville-lès-Baons liegt etwa 33 Kilometer nordwestlich von Rouen in der Landschaft Pays de Caux. Nachbargemeinden von Veauville-lès-Baons waren Hautot-Saint-Sulpice im Norden und Nordwesten, Étoutteville im Norden und Osten, Ectot-lès-Baons im Südosten, Baons-le-Comte im Süden sowie Autretot im Westen und Nordwesten.

## Bevölkerungsentwicklung
| 1962                      | 1968 | 1975 | 1982 | 1990 | 1999 | 2006 | 2013 |
| ------------------------- | ---- | ---- | ---- | ---- | ---- | ---- | ---- |
| 301                       | 327  | 528  | 672  | 725  | 717  | 671  | 767  |
| Quelle: Cassini und INSEE |      |      |      |      |      |      |      |

## Sehenswürdigkeiten
- Kirche Sainte-Austreberthe, ursprünglich aus dem 16. Jahrhundert, heutiges Bauwerk aus dem Jahre 1850
- Kapelle Saint-Gilles aus dem 15. Jahrhundert